# Holmgang

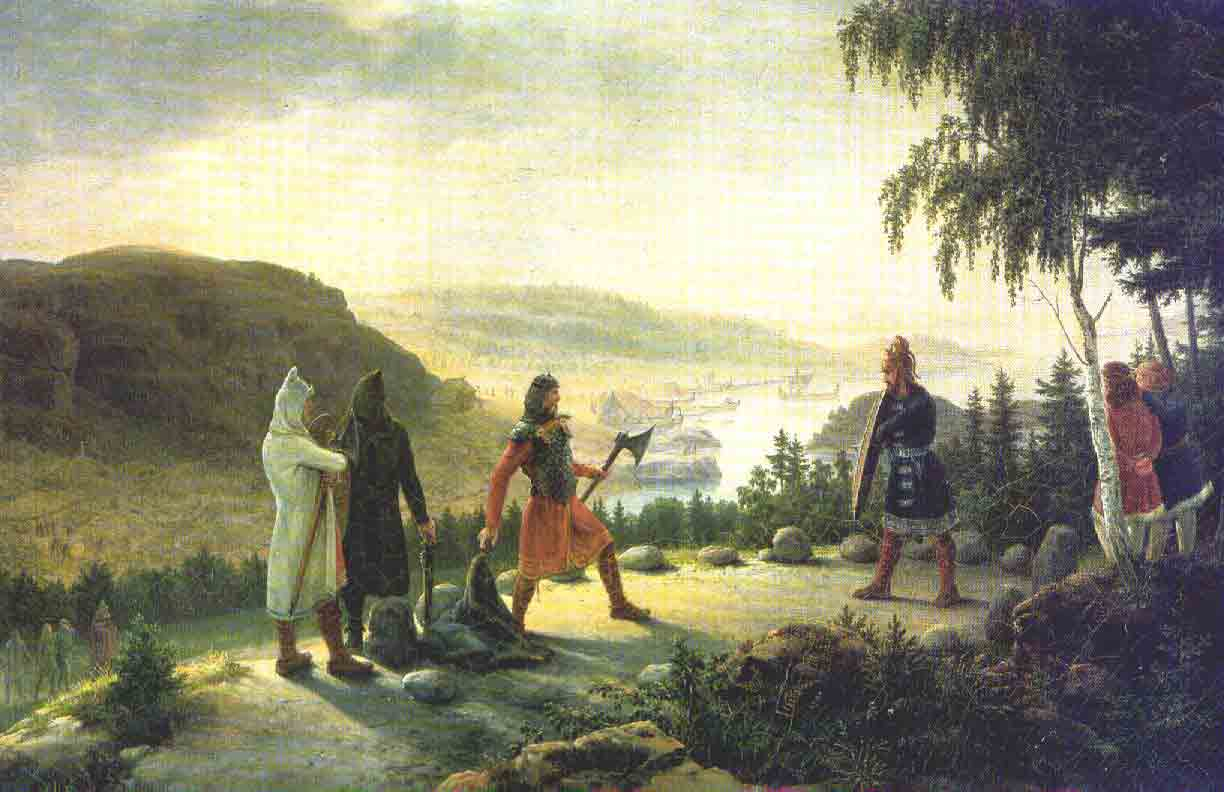
Egill Skallagrímsson s'engageant dans le holmgang avec Berg-Önundr, peinture de Johannes Flintoe, XIXe siècle.

Le holmgang (hólmganga en vieux norrois et en islandais, holmgång en suédois) est une forme médiévale de duel pratiqué à l'époque en Scandinavie. Le nom provient probablement du fait que les duels ont souvent lieu sur de petites îles, qui limitent l’intervention extérieure et rendent la fuite difficile.

## Étymologie
Le terme signifie "île" (holm) et "aller" (gang), donc "aller sur une île",,.

## Fonction
Le holmgang intervient souvent à la suite d’un échec des procédures judiciaires ou si une décision de justice est jugée inacceptable. Dans certains cas, il naît de conflits personnels, comme dans la Kormáks saga, où le duel concerne une rivalité amoureuse. Le duel peut alors être perçu comme un moyen de faire appel à une force supérieure ou aux dieux.
Des cas sont aussi rapportés où des berserks errants provoquent des hommes en duel pour s’emparer de leurs biens ou de leurs épouses. Toutefois, la majorité des holmgangar dans la Scandinavie de l’époque viking ne sont pas considérés comme des ordalies ni comme des jugements rendus par une puissance divine.

## Règles et déroulement
Les sources principales sur le holmgang proviennent des Sagas des Islandais. Ces récits montrent que les duels sont soumis à des règles précises, bien qu’elles varient selon les régions. Kormáks saga fournit la description la plus détaillée d’un holmgang qui a lieu sur l'île d’Orrustuholm (« îlot de bataille »).
Un ring de duel, constitué d’un tissu de cinq coudées de côté, est délimité par des boucles aux coins, ancrées au sol à l’aide de piquets appelés tarses. Le préparateur du duel exécute un rituel en tenant ses lobes d’oreilles et en regardant le ciel entre ses jambes. Autour du tissu, trois bandes sont tracées, encadrées par quatre cordes. Trois boucliers sont autorisés par combattant. Une fois tous les boucliers brisés, le duel continue à l’intérieur du carré avec les armes seules. Le défié doit porter le premier coup. Si le sang coule sur le tissu, le combat peut s’arrêter. Mettre un pied hors des limites indique une retraite. Chaque combattant est assisté d’un porteur de bouclier. Le plus blessé peut racheter sa défaite avec trois marques d'argent.

## Dans la culture
Ce duel est présent dans l'album de Thorgal, Aaricia.